# Micromus perezaballosi
Micromus perezaballosi är en insektsart som beskrevs av Monserrat 1993. Micromus perezaballosi ingår i släktet Micromus och familjen florsländor. Inga underarter finns listade i Catalogue of Life.